# GÉANT
Pour les articles homonymes, voir Géant et Dante Alighieri.
 (2 janvier 2017).
GÉANT est une association issue de la fusion de DANTE et de TERENA. DANTE (Delivery of Advanced Network Technology to Europe) était une organisation à but non lucratif établie à Cambridge en Angleterre en 1993 et dont la mission est de définir, bâtir et gérer des réseaux de recherche et d’éducation pour le compte des réseaux nationaux pour la recherche et l’éducation (National Research and Education Networks, NREN) en Europe.
En octobre 2014, DANTE et TERENA fusionnent pour former l'association GÉANT.

## Réseaux
DANTE a joué un rôle majeur dans le succès de la mise en place de réseaux d’échange pan-européens pour la recherche et l’éducation au fil du temps :
| Réseau    | Période     | Pays participants | Débit                  | Protocoles |
| --------- | ----------- | ----------------- | ---------------------- | ---------- |
| GÉANT2    | 2004 - 2008 | 34                | multiples de 10 Gbit/s | IP         |
| GÉANT     | 2001-2004   | 30                | 2,5 - 10 Gbit/s        | IP, ATM    |
| TEN-155   | 1998-2001   | 19                | 155 - 622 Mbit/s       | IP, ATM    |
| TEN-34    | 1997-1998   | 18                | 34 Mbit/s              | IP, ATM    |
| EuropaNET | 1993-1997   | 18                | 2 Mbit/s               | IP         |

## Membres
Les membres de DANTE sont les suivants : GARR (Italie) 14 %, DFN (Allemagne) 14 %, HEFCE (pour UKERNA, JANET) (Grande-Bretagne) 14 %, RENATER (France) 14 %, SURFnet (Pays-Bas) 9 %, SWITCH (Suisse) 9 %, NORDUnet (Scandinavie) 7 %, RedIRIS (Espagne) 5 %, ARNES (Slovénie) 2 %, CESNET (République Tchèque) 2 %, FCCN (Portugal) 2 %, HUNGARNET (Hongrie) 2 %, HEAnet (Irlande) 2 %, Ariadnet (pour GRnet) (Grèce) 2 %, et RESTENA (Luxembourg) 2 %.
CESNET, HEANet, RENATER et RESTENA ont rejoint DANTE après sa fondation.

## Projets
DANTE exploite actuellement[Quand ?] GÉANT2, dont la dorsale est bâtie sur de la fibre noire, ce qui améliore le réseau GÉANT, et continue ainsi à fournir l'infrastructure de transfert de données essentielle au succès de nombreux projets de recherche européens.
DANTE participe à de nombreuses initiatives mondiales visant à interconnecter des pays issus de plusieurs continents entre eux et avec GÉANT2.
DANTE gère actuellement les projets suivants:
GÉANT2interconnexion des NREN européens à très haut débit, et connexion à des réseaux similaires en Amérique du Nord (NASA, Abilene, ESnet, CA*net) et au Japon (SINET)
ALICEun projet de développement d'une infrastructure réseau pour la recherche en Amérique latine et sa liaison avec l'Europe,
EUMEDCONNECTun projet d'infrastructure réseau destiné aux pays méditerranéens,
ORIENTun projet d'interconnexion des réseaux de recherche chinois et européens,
TEIN2un projet d'interconnexion dans la zone Asie-Pacifique, et sa connexion avec l'Europe,
DANTE est également impliqué dans les projets de recherche suivants:
EGEEproduction d'une grille de calcul en Europe
EARNESTétude de l'évolution des réseaux de recherche et d'enseignement